# 戈尔德韦尔特
戈尔德韦尔特是奥地利上奥地利州乌尔法尔城郊县的一个市镇。总面积11平方公里，总人口899人，人口密度81.7人/平方公里（2005年）。